# She Got Me
«She Got Me» — пісня швейцарського співака Луки Генні. «She Got Me» представляла Швейцарію на Євробаченні 2019 у Тель-Авіві. Пісня була виконана у другому півфіналі та пройшла в фінал, де зайняла 4-те місце та набрала 360 балів.

## Євробачення
Пісня була обрана для представлення Швейцарії на конкурсі Євробачення 2019, після того, як Лука Генні був обраний швейцарським телеканалом. 28 січня 2019 року було проведено спеціальний розіграш, який помістив кожну країну в один з двох півфіналів, а також у якій половині шоу вони виступатимуть. Швейцарія була розміщена у другому півфіналі, який відбувся 16 травня 2019 року, і виступила у першій половині шоу. Після того, як всі конкуруючі пісні для конкурсу 2019 року були випущені, порядок виконання півфіналів вирішувався виробниками шоу, а не через інший розіграш, так що подібні пісні не розміщувалися поруч один з одним. Швейцарія виступила 4-ю й пройшла до гранд-фіналу. У фіналі Швейцарія зайняла 4-те місце, набравши 360 балів, із яких більшість буда віддана глядачами.

## Трек-лист
| Digital download | Digital download            | Digital download |
| #                | Назва                       | Тривалість       |
| ---------------- | --------------------------- | ---------------- |
| 1.               | «She Got Me»                | 3:01             |
| 2.               | «She Got Me» (instrumental) | 3:02             |